# Ken Gipson
Ken Gipson (Ludwigsburg, 1996. február 24. –) német–amerikai származású labdarúgó, aki jelenleg a Sonnenhof Großaspach védője.

## Statisztika

### Klub
| Klub információ | Klub információ | Klub információ      | Bajnokság | Bajnokság | Kupa      | Kupa      | UEFA  | UEFA | Összesen | Összesen |
| Klub            | Szezon          | Bajnokság            | Mérk.     | Gól       | Mérk.     | Gól       | Mérk. | Gól  | Mérk.    | Gól      |
| Németország     | Németország     | Németország          | Bajnokság | Bajnokság | DFB-Pokal | DFB-Pokal | UEFA  | UEFA | Összesen | Összesen |
| --------------- | --------------- | -------------------- | --------- | --------- | --------- | --------- | ----- | ---- | -------- | -------- |
| RB Leipzig      | 2015-16         | Bundesliga 2         | 2         | 0         | 0         | 0         | -     | -    | 2        | 0        |
| RB Leipzig II   | 2015-16         | Regionalliga Nordost | 23        | 0         | 0         | 0         | -     | -    | 23       | 0        |
| RB Leipzig II   | 2016-17         | Regionalliga Nordost | 11        | 0         | 0         | 0         | -     | -    | 11       | 0        |
| Összesen        | Összesen        | Összesen             | 34        | 0         | 0         | 0         | 0     | 0    | 34       | 0        |